# Archon (gra komputerowa)
Archon: The Light and the Dark – komputerowa gra strategiczna z elementami gry zręcznościowej stworzona w 1983 roku przez Free Fall Associates. Wydana została przez Electronic Arts na Atari 800, a w następnych latach skonwertowana na wiele innych platform. Została dobrze przyjęta przez prasę fachową. Miała kontynuację w postaci Archon II: Adept wydanej w 1984.

## Rozgrywka
Archon jest grą przypominającą szachy. W grze występują dwie frakcje: Jasna (ang. Light) i Ciemna (ang. Dark). Mierzą się one na planszy składającej się z 81 pól (9x9). Każda ze stron ma po 18 figur rodem ze świata fantasy, które różnią się między sobą pod względem ilości pól ruchu, jego sposobu (marsz, lot, teleportacja) oraz sposobem walki. W grze występuje łącznie 16 różnych figur. Gracze na przemian wykonują ruchy figurami lub używają czarów (np. wskrzeszanie figur, unieruchomienie figur, zmiana pory dnia i nocy, teleportacja), jeśli wciąż w grze znajdują się ich główne postacie, które jako jedyne mogą rzucać zaklęcia: Wizard i Sorceress. W przypadku ruchu figurą na pole zajmowane przez figurę przeciwnika uruchamia się pole bitwy na oddzielnym ekranie. Pojedynek polega na zręcznościowej walce w czasie rzeczywistym pomiędzy figurami, które dysponują różnego rodzaju bronią, którą mogą razić na krótki dystans, bądź na odległość. Pokonana figura jest usuwana z głównej planszy i nie uczestniczy w dalszej rozgrywce. Duże znaczenie w grze ma też cykl dni i nocy, który jest reprezentowany przez zmiany kolorów planszy. Wpływa on na siłę figur w bezpośrednich pojedynkach. Celem gry jest całkowite wyeliminowanie przeciwnika, bądź zajęcie wszystkich 5 punktów mocy (Power Points) na planszy.
Koncepcja gry jest luźno oparta na scenie z Gwiezdne wojny: część IV – Nowa nadzieja, gdzie R2-D2 toczy partię szachów holograficznych z Chewbaccą.

## Odbiór gry
Gra Archon została bardzo dobrze przyjęta przez ówczesne czasopisma opiniotwórcze zajmujące się tematyką gier komputerowych. Bardzo pozytywnie przyjęty został głównie aspekt dynamicznej rozgrywki i walory strategiczne. Najwyższe możliwe oceny gra otrzymała od czasopism „Your 64” i „Your Commodore”. Znacznie niżej oceniono efekty dźwiękowe oraz grafikę.
Archon również współcześnie jest doceniany. Na liście 100 najlepszych gier komputerowych na Commodore 64 w historii stworzonej dzięki głosom użytkowników serwisu Lemon 64 (sierpień 2013) gra zajmuje 7. pozycję z oceną 8,77 na 10.

## Kontynuacje
W 1984 roku wydano oficjalnego sequela gry w postaci Archon II: Adept. Gra posiada też wiele nieoficjalnych kontynuacji i portów takich jak: Archon Ultra z 1994 na platformę MS-DOS, Archon Classic na platformę Windows z 2011, Archon: Evolution dla Internet Explorera czy aplikacje mobilne: Archon' i Archon:Conquest.